# Sanny Åslund
Sanny Åslund (29 de agosto de 1952) é um ex-futebolista sueco que atuava como atacante.

## Carreira
Åslund competiu na Copa do Mundo FIFA de 1978, sediada na Argentina, na qual a seleção de seu país terminou na décima terceira colocação dentre os 16 participantes.